# Danse Macabre (film 1922)
Danse Macabre è un cortometraggio muto diretto da Dudley Murphy, presentato in anteprima al Rialto Theatre di New York nel 1922.
La pellicola è stata ideata da Adolph Bolm, con la direzione della fotografia e delle riprese di Francis Bruigière ed animazione di FAA Dahme.
Il film è interpretato da: Adolph Bolm ("Youth"), Ruth Page ("Love") e Olin Howland ("Death").
Mentre questo film è muto, la musica di Camille Saint Saëns, la sua poesia del 1874 "Danse Macabre", è stata apparentemente sincronizzata con il film alla sua prima.

## Trama
Il cortometraggio è ambientato durante il periodo della peste nera in Spagna.
La pellicola inizia con delle didascalie introduttive: "Mezzanotte nella Spagna infestata dalla peste.. La Gioventù e l'Amore fuggono dalla Morte che segue il loro cammino.."; "L'amore sente il suo respiro misterioso e sviene.. la giovinezza si dispera e prega,.. quando ecco!.. il gallo dell'alba canta e la Morte svanisce nell'ombra della sua tomba."
Il cortometraggio Danse Macabre racconta la storia dell'incontro tra Gioventù e Amore, due giovani amanti, che ballano, si abbracciano e si baciano.
Mentre la notte avanza, l'esuberante Morte, una figura scheletrica con un violino, insegue la coppia.
Gioventù e Amore cercano disperatamente di sfuggire alla Morte, mentre la terribile peste nera devasta la Spagna.